# Juan Pedro Aparicio
Juan Pedro Aparicio (León, 1941) es un novelista español. Recibió el Premio Castilla y León de las Letras en 2012 en reconocimiento al conjunto de su carrera. Fue Premio Nadal en 1988 por Retratos de ambigú. Aparte de la novela, ha cultivado también el ensayo, el artículo periodístico, el relato corto y el libro de viajes.

## Biografía
Estudió Bachillerato en su ciudad natal y Derecho en las universidades de Oviedo y Madrid. Realizó también algunos cursos de Periodismo en la antigua Escuela Oficial. Ha vivido durante algunos años en Inglaterra, donde ha sido director del Instituto Cervantes de Londres.
Como narrador se dio a conocer el significativo año de 1975 con El origen del mono y otros relatos.
Posteriormente ha publicado las novelas Lo que es del César (1981), El año del francés (1986), finalista del Premio Nacional de Literatura (ambas recientemente reeditadas en Espasa Bolsillo), Retratos de ambigú (Premio Nadal de Novela en 1988),  La forma de la noche (1994), Malo en Madrid o el caso de la viuda polaca (1996), El Viajero de Leicester (1997), Qué tiempo tan feliz (2000), La gran bruma (2001), Tristeza de lo finito  (2007) y Nuestros hijos volarán con el siglo (2013).  Es también autor de varios libros de cuentos, entre ellos La vida en blanco (2005, Premio Setenil) y La mitad del diablo (2006).
Su obra El Transcantábrico, crónica de un viaje en el tren «hullero» (1982) ha inspirado la puesta en marcha del tren turístico con el mismo nombre.
Significado leonesista, Juan Pedro Aparicio es autor de un libro llamado Ensayo sobre las pugnas, heridas, capturas, expolios y desolaciones del viejo Reino, obra en la que defiende una autonomía leonesa dentro del Estado de las Autonomías. Fue publicada en 1981 y reeditada en 1988 por el periódico La Crónica de León. En 2010 fue comisario de la Conmemoración 1100 Aniversario del reino de León.
Es amigo personal de sus paisanos y coetáneos Luis Mateo Díez y José María Merino, también escritores, con los que ha participado en numerosos filandones, siendo los tres coautores de los Cuentos del gallo de oro (2008). Junto a Merino escribió el libro Los caminos del Esla, una especie de reportaje literario sobre el río Esla
Es padre del también escritor Juan Aparicio Belmonte.

## Obra publicada

### Narrativa
Cuento
- El origen del mono y otros relatos, 1975
- Cuentos del origen del mono, 1989
- Los guerreros y otros relatos, 1991
- La vida en blanco, 2005
- La mitad del diablo, 2006
- El juego del diábolo, 2008
- El origen del mono, 2009
- Asuntos de amor, 2010
- London Calling, 2015

Novela
- Lo que es del César, 1981
- El año del francés, 1986
- Retratos de ambigú, 1989, Premio Nadal.[5]
- La forma de la noche, 1994
- Malo en Madrid o el caso de la viuda polaca, 1996
- El viajero de Leicester, 1998, reedición de 2013, Salto de Página
- La gran bruma, 2001
- El año del francés, 2007
- Tristeza de lo finito, 2007
- Nuestros hijos volarán con el siglo, 2013

Memorias
- Qué tiempo tan feliz, 2000

En coautoría
- Los caminos del Esla, 1980, libro de viajes, con José María Merino
- Sabino Ordás: Las cenizas del fénix, 1985, colección de artículos periodísticos, con Luis Mateo Díez y José María Merino
- Palabras en la nieve: un filandón, 2007, cuentos, con Luis Mateo Díez y José María Merino
- Del cuento literario, 2007, con José María Merino
- Cuentos del gallo de oro, 2008, cuentos, con Luis Mateo Díez y José María Merino

Otros
- Ensayo sobre las pugnas, heridas, capturas, expolios y desolaciones del viejo Reino (1981).
- El Transcantábrico (1982). Libro de viajes.
- ¡Ah, de la vida! (1991). Colección de artículos periodísticos.
- La mirada de la luna (Diez días entre los nietos de Mao) (1997). Libro de viajes.
- León (2003). Guía monumental y turística.
- El Transcantábrico (2007).
- La cuna del parlamentarismo (2014)

## Premios y galardones
- 1974: Premio Garbo de Novela Corta por el cuento El origen del mono
- 1979: Premio Guernica por Lo que es del César
- 1987: Finalista del Premio Nacional de Literatura por El año del francés
- 1988: Premio Nadal por Retratos de ambigú
- 2006: Premio Setenil al mejor libro de relatos publicado en el 2005 por La vida en blanco
- 2016: Premio Internacional de Ensayo Jovellanos por Nuestro desamor a España: cuchillos cachicuernos contra puñales dorados